# Ифигения в Авлида (опера)
„Ифигѐния в Авлѝда“ (на френски: Iphigénie en Aulide) е опера от Кристоф Глук — първата творба на композитора, написана специално за парижка сцена. Либретото е написано от Льобланк дю Руле и е базирано върху трагедията на Жан Расин „Ифигения“. Премиерата на операта „Ифигения в Авлида“ се е състояла в Парижката опера на 19 април 1774 г.
На същата тема и със същото заглавие през 1787 г. опера пише и Николо Дзингарели. Либретист е Фердинандо Морети, а премиерата е на 27 януари 1787 в Ла Скала, Милано.
През 1847 г. Рихард Вагнер представя пред двора в Дрезден преработен вариант на операта на Глук. Във версията на Вагнер операта има различен завършек и няколко допълнителни сцени.

## Роли
| Роля                                         | Глас        | Актьори, участвали в премиерата на операта: |
| -------------------------------------------- | ----------- | ------------------------------------------- |
| Агамемнон, цар на Микена                     | бас-баритон | Анри Лариве                                 |
| Клитемнестра, съпруга на Агамемнон           | сопрано     | Дю План                                     |
| Ифигения, дъщеря на Агамемнон и Клитемнестра | сопрано     | Софи Арнул                                  |
| Ахил, древногръцки герой                     | тенор       | Жозеф Льогрос                               |
| Патрокъл                                     | бас         |                                             |
| Калхант, върховен жрец                       | бас         |                                             |
| Аркад                                        | бас         |                                             |
| Богинята Диана                               | сопрано     |                                             |
| жреци, хора                                  |             |                                             |

## Резюме
Въховният жрец Калхант предава желанието на богинята Диана Агамемнон да принесе в жертва дъщеря си Ифигения, ако желае попътен вятър за корабите си, с които царят трябва да потегли на поход срещу Троя. В операта Агамемнон се измъчва с трудния избор между живота на дъщеря си и успеха на начинанията си.
Царят привиква дъщеря си в Авлида – пристанището, в което са събрани гръцките кораби, под предлог, че ще я омъжи за героя Ахил. Внезапно обаче царят е обзет от колебание и нарежда на Аркад да върне дъщеря му вкъщи с обяснението, че Ахил е бил нелоялен. Междувременно Аркад вече е разкрил на Ахил плановете на Агамемнон и Ахил се опитва да спаси Ифигения от жертвоприношение.
Но народът настоява царят да изпълни желанието на богинята. В този момент Ифигения се предава на съдбата си и сама предлага живота си, за да се успокоят хората. Изненадващо Калхант съобщава, че богинята е променила желанието си за жертвоприношението. Операта завършва с появата на богинята Диана, която благославя брака на Ифигения и Ахил и отпътуването на Агамемнон, с което сюжетът на операта на Глук коренно се отличава от оригиналната развръзка на древногръцкия мит, където Ифигения е пренесена в жертва.